# ستيف غالواي
ستيف غالواي (بالإنجليزية: Steve Galloway)‏ هو لاعب كرة قدم ومدرب كرة قدم بريطاني، ولد في 13 فبراير 1963 في هانوفر في ألمانيا. لعب مع كامبريدج يونايتد وكريستال بالاس ونادي سانت ميرين ونادي يورغوردينس.